# 神野金平 (7代)
神野 金平（じんの きんぺい、1812年〈文化8年12月〉 - 1905年〈明治38年〉12月）は、尾張国海西郡江西村の庄屋役を務める家に生まれる。父の名も金平で、家督相続して7代目神野金平となった。
神野家は大和国神野（現奈良県五條市西吉野町神野）出身との伝えから「神野」を名乗ったものと思われる。
室町時代に美濃国に移住し、戦国時代末期に尾張国海西郡江西村へ移り、以後、代々木曽川の水難に堪えて、田畑の開墾、農事に励んできた。
子は小吉（後の3代富田重助）、実太郎、三甫吉、三代吉、岸郎（後の神野金之助）と長女の栄。
なお諸説あるが、神野家は「じんの」から「かみの」に大正12年（1923年）に改称したと神野新田資料館のパネルに記載されているので、ここでは「じんの」金平とする。

## 人物
天保2年（1831年）、21歳にして留木裁許役を命ぜられ、帯刀を許された。
同じ村の三輪茂八の娘、マツと天保6年（1835年）に結婚し、天保9年（1838年）に隣村の給父に別居して寺小屋を開いたが、妻のマツは困った人に頼まれ、質屋のようなことをしていた。
その頃、神明津村の日比野武四郎より、今こそ志を立て家名を挙げよと勧められ、寺小屋を閉じて木曽川沿いの高須街道に店舗を出し、肥料の干鰯販売業を開始し、四日市・桑名・名古屋等で仕入れ、尾張・美濃の各郡村に販売し、努力が実り取引は次第に拡大していった。
同年7月27日に隣家出火で金平の家も類焼したが、肥料を所蔵する土蔵は無事だったので、土蔵を改修して店舗とし、商を継続した。
弘化4年（1847年）になると、鵜多須陣屋から隣接する11ヶ村へ肥料貸付販売の特権を得て、益々手広く営業を拡張し繁盛した。
嘉永4年（1851年）になると、長男の小吉は名古屋の富田重助の養嗣子となった。
富田家は紅葉屋（もみじや）という小間物、煉油類を扱う小店をしていたが、名古屋では珍しい西洋舶来（輸入）の 毛織物類を扱うようになり、大繁盛した。
しかし、安政元年（1854年）に初代富田重助が亡くなり、長男小吉が3代目富田重助となり紅葉屋を引き継いだ。
金平も以前から紅葉屋の仕事を援助をしていたが、明治5年（1872年）になると五男の金之助（岸郎）も紅葉屋に入り、親子3人で紅葉屋の商いを発展させた。
しかし、明治9年（1876年）に3代目富田重助（長男の小吉）が亡くなり、金之助と2人で紅葉屋を経営していたが、明治13年（1880年）、紅葉屋を番頭の浅野甚七に譲り、金平と息子の金之助は殖産興業に傾注していった。
殖産興業を多く手掛ける中、明治26年（1893年）の毛利新田購入に際しては、金平は猛烈に反対したが、服部長七の説得に共感して推進派となり、神野新田開発の資金確保に尽力した。　
後年の明治34年（1901年）4月、息子の金之助が江西の本宅庭園に金平夫婦の寿蔵碑「神野 金平翁夫婦寿碑」を建立した。
金平は明治38年（1905年）12月、91歳で逝去、妻のマツは同年3月に88歳で逝去した。

## 親族
神野家は親族の固い結束を以て明治初期から昭和の初めにかけて名古屋有数の紅葉屋財閥として躍進するが、その主要メンバーが7代金平の叔父の子や甥や孫の世代であるため、ここでは数代にわたって記述する。

### 父母
父は金十郎改め6代金平、母はトセ（居村の石丸九衛門の長女）で、7代金平は長男の唯三郎として誕生した。

### 叔父とその子孫
父の6代金平は3人兄弟で二男の叔父の佐十郎は分家して神野を名乗り、三男の叔父の藤兵衛は高須藩の執政である田中氏の猶子となる。
佐十郎の子の名は不明で孫は神野清児、藤兵衛の子は田中春城である。

### 弟妹とその子孫
7代金平は幼名を唯三郎（改名して主馬太郎）として4男1女の長男として文化8年（1811）12月に生まれるが、長女に付いては詳細不明である。
弟の二男の悦藏は分家し、三男の文吾は隣村の藤ケ瀬の宮原家を継ぎ、四男の岩次郎は伊勢一志郡雲出村の川口家の養子となった。
悦藏の子は神野悦三郎、文吾の子は宮原惟義、岩次郎の子は川口ぢうである。

### 妻と子
妻のマツ（同村の三輪茂八の娘）と天保6年（1835年）に結婚し、5男1女を授かるが二男から四男は早世した。
長男の小吉は紅葉屋の富田家に養子となり、後に3代重助を襲名して、金平の協力もあつて舶来物を商い紅葉屋財閥の基礎を作った。
長女のゑいは清州の竹田家に嫁ぎ、後の神野三郎の母となり、五男の神野金之助（初代金之助）が神野家を継いだが兄の紅葉屋に入った。

### 孫
紅葉屋財閥の重要ポストを担った孫だけを年齢順に記載する。
- 富田重慶は長男の小吉の長子で幼くして4代重助を継ぎ、金平との初代金之助の庇護のもとで育ち、紅葉屋財閥のナンバー2となり、初代金之助が亡くなるとナンバー1となる。
- 長女ゑいの長男の竹田鋹太郎は竹田家を継ぎ、清洲銀行の頭取など企業経営で活躍する。
- 長女ゑいの三男の竹田三郎は金平の養子となり神野新田の現地統括責任者となるが、孫のりきと結婚後に神野家の分家となり、神野三郎を名乗り初代豊橋神野家の当主となって、東三河で多くの企業を起業し発展させた。
- 直系の孫である神野重孝（2代金之助）は4代重助が無くなった後、紅葉屋財閥を率いるだけでなく、NHK名古屋の前身である名古屋放送局の開設（日本初の放送局開設の申請であった）を主導した。[6]